# Platygaster brevicornis
Platygaster brevicornis is een vliesvleugelig insect uit de familie van de Platygastridae. De wetenschappelijke naam van de soort is voor het eerst geldig gepubliceerd in 1861 door Foerster.